# Yōhei Sasakawa

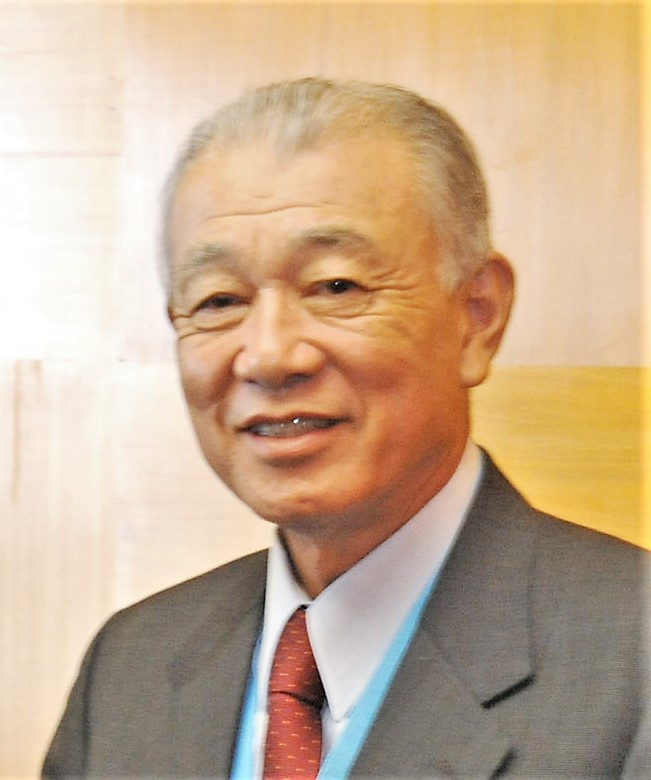
Yohei Sasakawa (2015)

Der Japaner Yōhei Sasakawa (japanisch 笹川 陽平 Sasakawa Yōhei; * 8. Januar 1939) ist der Vorsitzende der Nippon Foundation, einer 1962 gegründeten, privaten, gemeinnützige Stiftung. Sie finanziert mit Motorbootrennen maritime Entwicklungshilfen und humanitäre Projekte in den Bereichen soziale Wohlfahrt, öffentlicher Gesundheit und Bildung im In- und Ausland.

## Familie
Sein Vater war der Geschäftsmann, Politiker und Philanthrop Ryōichi Sasakawa. Yōhei ist der jüngere Bruder des Politikers Takashi Sasagawa.

## Ämter
Sasakawa arbeitete 20 Jahre in der Wirtschaft, bevor er 1981 zur Nippon Foundation kam. Er begann als Kurator. 1988 wurde er amtsführender Präsident, 1989 ordentlicher Präsident und 2005 der Vorsitzende.
Seit 2001 ist Sasakawa auch „Botschafter des guten Willens der Weltgesundheitsorganisation (WHO) für die Ausrottung der Lepra“. Der japanische Außenminister ernannte ihn 2007 zusätzlich zum „Botschafter des guten Willens für die Menschenrechte von Personen mit Lepraerkrankung“. 2012 folgte, wieder durch den japanischen Außenminister, die Ernennung zum „Botschafter des guten Willens für das Gemeinwohl der nationalen Ethnien von Myanmar“ und 2013 die Ernennung zum „Sondergesandten Japans für die Nationale Aussöhnung in Myanmar“. Alle diese Ämter führt Sasakawa bis heute.

## Initiativen

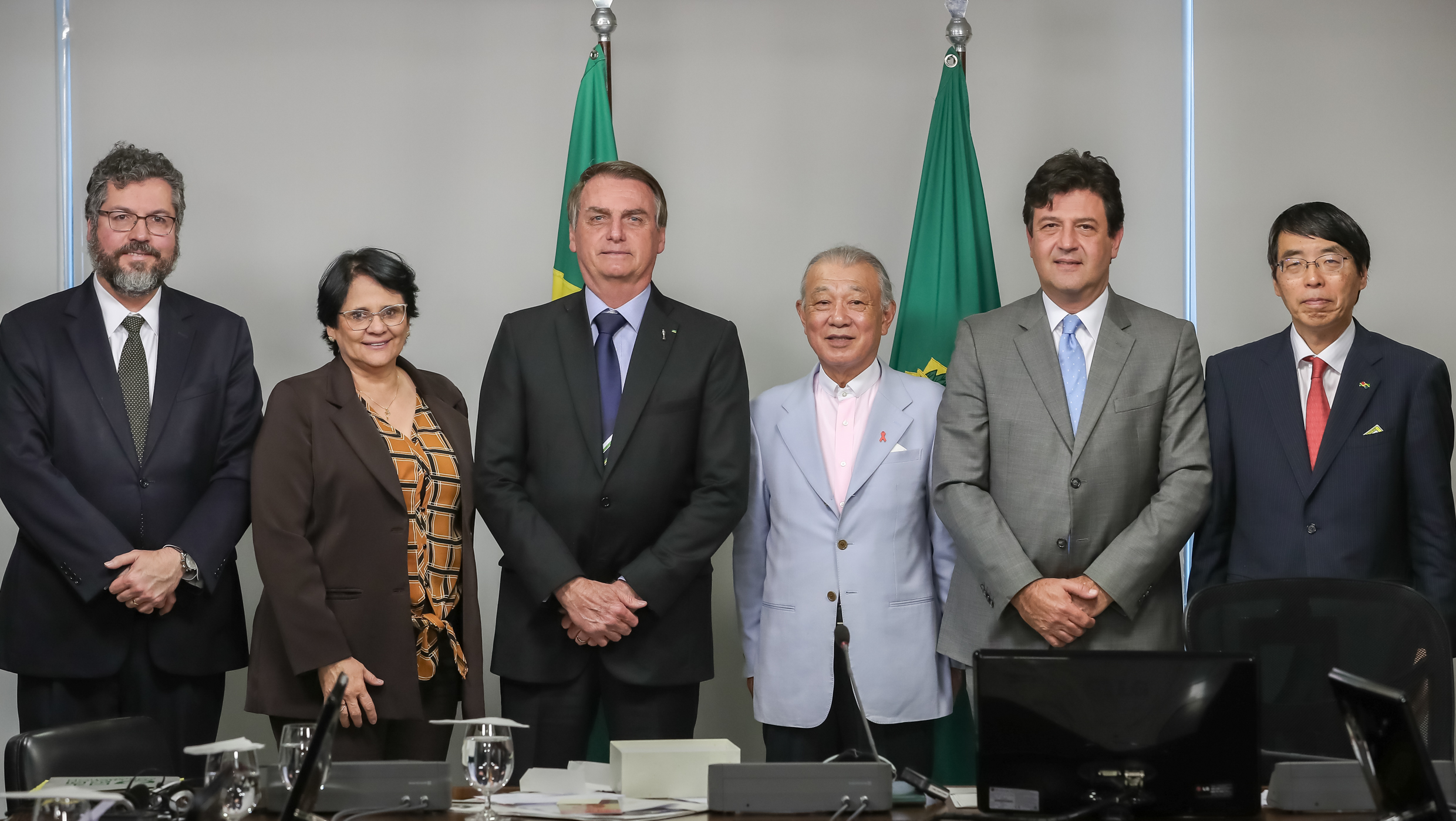
Sasakawa bei Brasiliens Minister Ernesto Araújo (2019)

1986 startete Sasakawa das „Sasakawa Global 2000 Program“, um afrikanischen Staaten eine stabile wirtschaftliche Unabhängigkeit zu ermöglichen. 1987 folgten das „Sasakawa Medical Scholarship Program“, um 2000 Ärzte aus der Volksrepublik China auszubilden und der „Sasakawa Young Leaders Fellowhip Fund“ (SYLFF), der ein Netzwerk von 69 großen Universitäten aus der ganzen Welt ermöglichte.
1993 leitete Sasakawa ein internationales Forschungsprogramm zur Schaffung einer Schifffahrtsroute durch die Arktis. 1999 gründete er ein Netzwerk aus Universitäten, die sich mit maritimen Fächern beschäftigen und sorgte für die medizinische Unterstützung von Kindern, die Opfer der Nuklearkatastrophe von Tschernobyl wurden. 2000 initiierte Sasakawa in fünf asiatischen Ländern die „Nippon Foundation Fellowships for Asian Public Intelectuals“ (API Fellowships). In der Mongolei startete Sasakawa ein Projekt für traditionelle Medizin. 2006 gründete er die „India Lepros Foundation“ in Neu-Delhi und 2007 den „Aids to Navigation Fund“, eine Initiative mit der die Straße von Malakka und die Straße von Singapur geschützt werden sollte.
Als „Botschafter des guten Willens für die Menschenrechte von Personen mit Lepraerkrankung“ unterstützte Sasakawa die japanische Regierung bei der Übermittlung eines Resolutionsentwurfs für den UN-Menschenrechtsrat zur „Beendigung der Diskriminierung von Personen, die an Lepra erkrankt sind und ihren Familienmitgliedern.“ Gemeinsam mit dem Sekretariat der ASEAN startete die Nippon Foundation 2009 ein Projekt zu Lepra und Menschenwürde. 2010 folgte mit Sasakawas Hilfe eine weitere Resolution der japanischen Regierung zur „Beendigung der Diskriminierung von Personen, die an Lepra erkrankt sind und ihre Familienmtgliedern,“ zusammen mit „Prinzipien und Richtlinien“ für den UN-Menschenrechtsrat. Später wurde die Resolution auch von der Generalversammlung der Vereinten Nationen angenommen. In Indonesien und den  Philippinen entstanden Schulen für Prothetik und Orthetik.
Nach dem Tōhoku-Erdbeben 2011 unterstützte Sasakawa mit der Nippon Foundation verschiedene Hilfsprojekte im betroffenen Ostjapan. Dazu gehörte die Verteilung von Hilfsgütern, die Unterstützung von fast 700 Freiwilligengruppen und ein Symposium, auf dem internationale Experten für Strahlung über die Gesundheitsrisiken für die Einwohner Fukushimas diskutierten.
Ab 2011 organisierte Sasakawa jährliche Symposien zum Thema „Lepra und Menschenrechte“. Das erste fand in Rio de Janeiro statt, es folgten Neu-Delhi (2012), Addis Abeba (2013) und Rabat (2014). Beim Abschlusssymposium in Genf (2015) wurden ein Forschungsbericht und Empfehlungen zu einer internationalen Arbeitsgruppe erstellt. In Myanmar leitete Sasakawa die Verteilung von Spendengeldern, in Höhe von 3 Millionen US-Dollar, an Bewohner, die von den internen Konflikten betroffen waren, in schwer zugänglichen Gebieten, unter Kontrolle der Rebellenarmeen der verschiedenen Minderheiten. Als Sondergesandter der japanischen Regierung warb er ab 2013 für den Dialog zwischen den Konfliktparteien des südostasiatischen Landes. 2015 wurde in Myanmar ein landesweiter Waffenstillstand unterzeichnet. Sasakawa unterschrieb als Zeuge und japanischer Sondergesandter. Er leitete das Wahlbeobachterteam der japanischen Regierung in Myanmar.
Im selben Jahr gründete Sasakawa das „Nippon Foundation Paralympic Support Center“ und startete das „Maritime Safety Policy Programe“ (MSP).

## Auszeichnungen

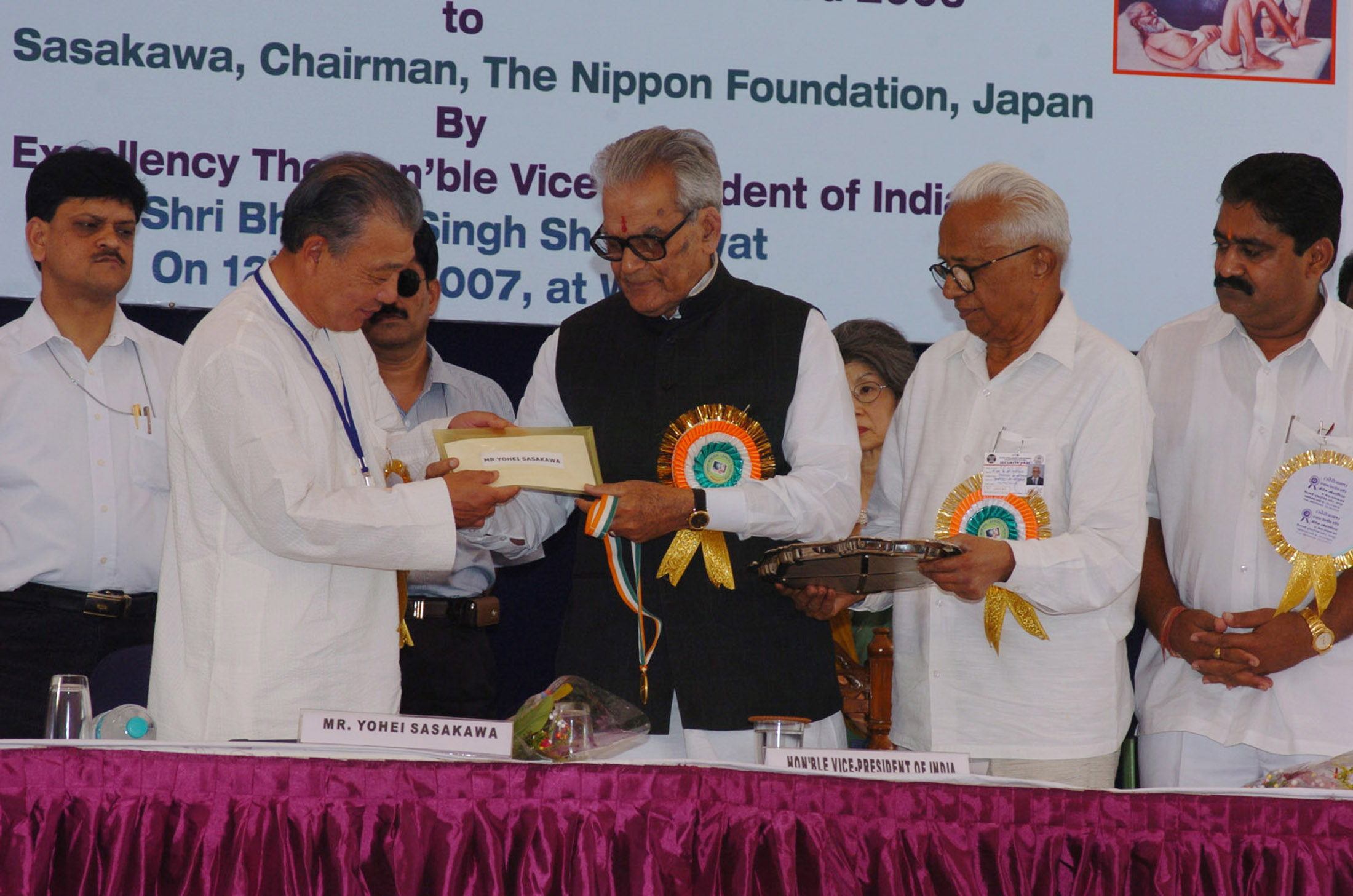
Sasakawa erhält den International Gandhi Award (2006)

- 2019 Orden der Aufgehenden Sonne, Japan[1]
- 2019 Gandhi Peace Prize (Verliehen 2018)[1]
- 2018 Honorary Citizenship von Palau[1]
- 2018 The Royal Order of Monisaraphon Knight Grand Cross, Kambodscha[1]
- 2017 Ocean’s 8 Award, Oceanographische Kommission der UNESCO[1]
- 2017 Health and Human Rights Award, International Council of Nurses[1]
- 2017 Plus ratio quam vis Medal, Jagiellonen-Universität[1]
- 2017 Health-for-All Gold Medal, Weltgesundheitsorganisation[1]
- 2016 The Award of Distinction, des Präsidenten der bulgarischen Akademie der Wissenschaften[1]
- 2015 International Maritime Prize (Verliehen 2014)[1]
- 2014 The Rule of Law Award, International Bar Association[1]
- 2013 Gold Medal of Merit, Serbien[1]
- 2013 Freundschaftsmedaille, Vietnam[1]
- 2011 Royal Order of Sahametrei class Maha Sirivudha (Grand Cross), Kambodscha[1]
- 2011 Commander des Medal of Gratitude Zentralafrika[1]
- 2010 Commander des Order des Defender of the Realm (Panglima Mangku Negara) Tan Sri, Malaysia[1]
- 2010 Commander des Royal Norwegian Order of Merit[1]
- 2010 Äthiopische Millennium Gold Medal[1]
- 2010 Royal Order of the Polar Star-Commander First Class, Schweden[1]
- Insígnia des Ordem de Timor-Leste[3]
- 2010 Großkreuz des Order of the Falcon with Star, Island[1]
- 2010 Order of the Knight of Dannebrog, Dänemark[1]
- 2010 Dr. Norman E. Borlaug Medallion des World Food Prize[1]
- 2010 Commander des Order of the White Rose, Finnland[1]
- 2010 Patriarch’s Chart of the Patriarch of Moscow and All Russia Kirill[1]
- 2010 Diplom der Honorary Academician der russischen Akademie der Naturwissenschaften[1]
- 2009 Science for Society’ Award, Ungarische Akademie der Wissenschaften[1]
- 2007 International Gandhi Award (Verliehen 2006)[1]
- 2007 Polestar Order, Mongolei[1]
- 2007 Coast Guard Legion of Honor (Degree of Maginoo)[1]
- 2006 Commandeur de l’Ordre National du Mali à titre Étranger[1]
- 2004 Yomiuri International Cooperation Prize, Japan[1]
- 2003 Commandeur de l’Ordre Royal du Monisaraphon, Kambodscha[1]
- 2003 National Construction Medal, Kambodscha[1]
- 2003 Officier de l’Ordre National, Regierung Madagaskars[1]
- 2003 Special Award, World Maritime University, Schweden[1]
- 2001 Vaclav Havel Gedenkmedaille, Tschechien[1]
- 2001 Millennium Gandhi Award, International Leprosy Union[1]
- 2000 Grand Officer des Order of Merit, Regierung Rumäniens[1]
- 2000 International Green Pen Awards honour for Pacific Environmental Journalism, Fidschi[1]
- 2000 Decerne la Medaille d’Honneur de Menerbes, Frankreich[1]
- 1998 Al Hussein Bin Ali Decoration for Accomplishment-First Degree, Jordanien[1]
- 1998 Health-for-All Gold Medal, Worldgesundheitsorganisation[1]
- 1997 China Health Medal, Republik China[1]
- 1996 Frantsiska Scarina Medal, Belarus[1]
- 1996 Medal for Merits Third Degree, Ukraine[1]
- 1996 Kin Inka Sho, Peru[1]
- 1996 Order of Friendship, Russland[1]
- 1996 Order of Merit for Distinguished Service-Third Grade, Peru[1]
- 1995 La Grande Étoile de Djibouti, Dschibuti[1]
- 1989 Grand Officier de L’Ordre du Mono, Togo[1]